# 川硐街道
川硐街道，是中华人民共和国贵州省铜仁市碧江区下辖的一个街道办事处。
2016年1月14日，贵州省人民政府批复同意撤销川硐镇建制，设置川硐街道。

## 行政区划
川硐街道下辖以下地区：
川硐社区、川硐村、凉湾村、尖岩村、坞泥村、板栗圆村和小江口村。